# Tramvajová doprava v Kyjevě
Tramvajová doprava (ukrajinsky Київський Трамвай) má nezastupitelné místo v celém Kyjevě a spolu s metrem a trolejbusy je jedním ze základních stavebních kamenů celé kyjevské dopravy. Její kolejová síť měří 139,9 km, což je dobře srovnatelné například s Prahou.

## Historie
Před rokem 1886 se začaly objevovat první plány na výstavbu koňské tramvaje, žádný z nich se však nedostal do fáze realizace. Teprve v roce 1886 přišel s uskutečnitelným konceptem inženýr Amand Struve. Struve napsal zastupitelstvu města roku 1890 dopis, v němž mu navrhl zavedení elektrické trakce, pro větší bezpečnost a lepší využití celého provozu. Město však tento nápad zamítlo, vzhledem k obavám z narušení telefonní a telegrafní sítě.

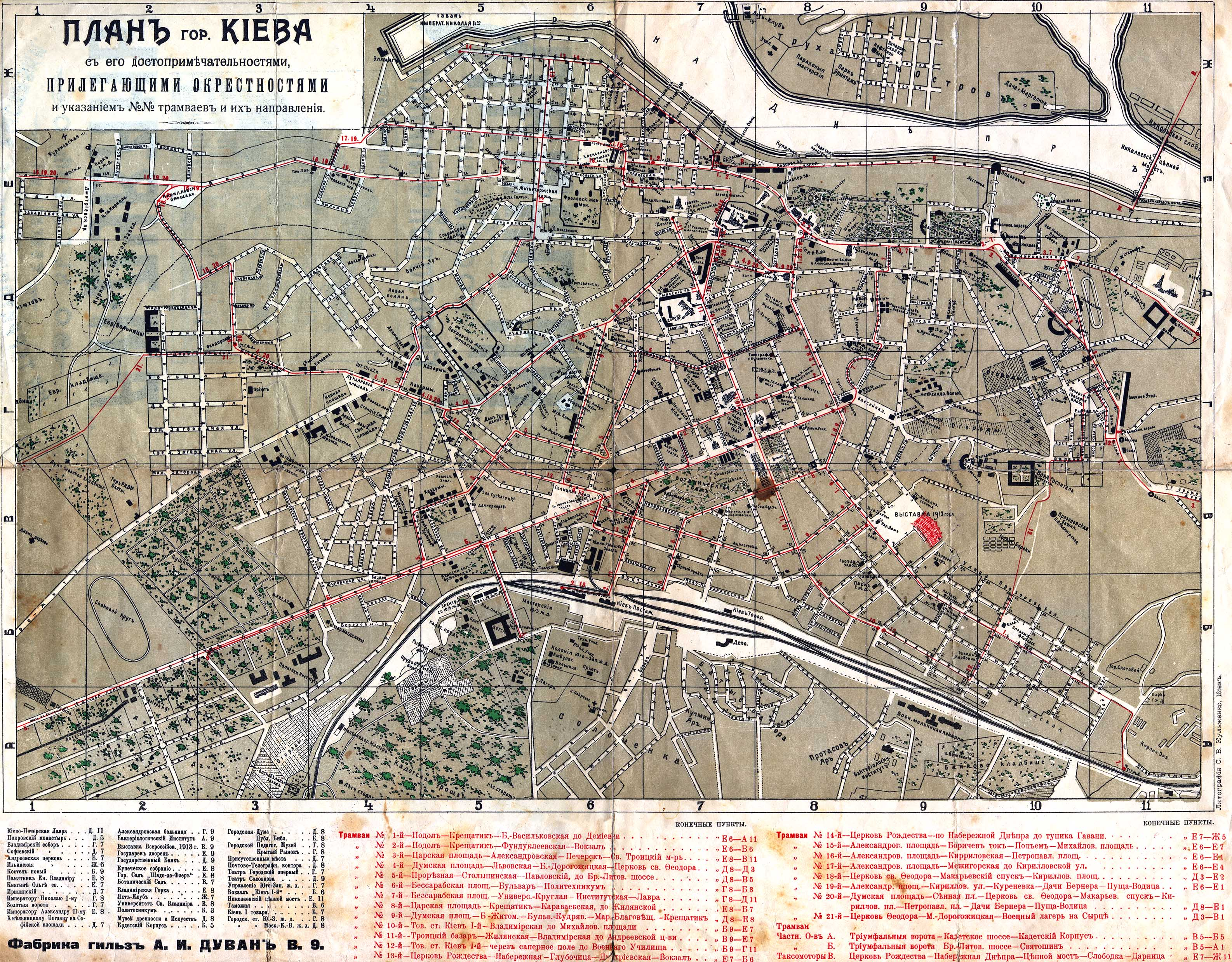
Mapa sítě z roku 1913

Po několika letech snahy získat povolení a následné výstavby začala v Kyjevě 30. července 1891 jezdit koněspřežná tramvaj. První úsek dnešní sítě vedl z Carova náměstí (ukrajinsky Царська площа, dnešní Evropské náměstí) k náměstí Demiivka. Brzy po otevření se však také objevily první překážky dalšího rozvoje tramvajové sítě. Tím největším byl kopcovitý terén v okolí Kyjeva. Například v Ulici Bogdana Chmelnického nedokázali koně vytáhnout tramvajový vůz do kopce. I po přidání dalšího páru se situace nezlepšila.
Parní tramvaj se objevila poprvé na scéně 19. února 1892. Tu považovali Kyjevané za příliš hlučnou a navíc plašila koně.
Na začátku května 1892 probíhaly zkušební jízdy elektrických tramvají. Vozy postavily Struvovi bratři v továrně nedaleko Moskvy; konstrukce vozů byla původem z USA. Roku 1893 se ukázalo, že elektrické tramvaje začínají být ziskové. Elektrická trakce se uplatnila všude tam, kde ty starší měly problémy, a brzy i je vytlačila. Koňka tak skončila roku 1895, parní tramvaj roku 1904.
V roce 1912 se zde objevila rovněž i tramvaj benzínová; v provozu setrvala zhruba dvacet let a nakonec byla elektrifikována. Mezitím proběhla rekonstrukce kolejové sítě, rozchod kolejí se změnil na klasický ruský, 1524 mm.
Několik let po druhé světové válce se objevilo metro, jež rychle převzalo hlavně v centru města primární dopravní význam. Tramvajové tratě zde tak byly považovány za nadbytečné, a po vzoru dalších měst (např. Moskva) rychle rušeny.
Tramvajová doprava naopak získala velký význam na nově vzniklých panelových sídlištích, kam metro nedosáhlo. Změny v historickém centru vyvrcholily roku 2001, kdy se zavřely všechny tratě a nahradily je trolejbusy.

## Vývoj vozového parku
K lednu 2020 byly linky obsluhovány 473 vozy. Nejvíce byly zastoupeny československé tramvaje Tatra T3SU, T3SUCS a T3R.P (303), Tatra T6B5 (76) a polské Pesa Twist (50).[zdroj⁠?!]
- KTC (1938–1961)
- MTV-84 (1949–1984)
- KTV-55 (1955–1984)
- KTP-55 (1955–1984)
- KTP-55-2 (1955–1987)
- Tatra T3SU (1964–dosud)
- Tatra T6B5 (1985–dosud)
- Tatra T3 Progress (2003–dosud)
- Tatra KT3UA (2004–dosud)
- LVS-2009M (2009, v provozu 2011–dosud)
- Elektron T5B64 (2015-dosud)
- Pesa Twist (2017-dosud)